# Campeonato Sul-Americano de Futebol Sub-20 de 2009
O Campeonato Sul-Americano de Futebol Sub-20 de 2009 foi a 24ª edição da competição organizada pela Confederação Sul-Americana de Futebol (CONMEBOL) para jogadores com até 20 anos de idade.
Inicialmente o Peru foi atribuído como sede, mas por problemas envolvendo a Federação Peruana de Futebol e o governo local, o torneio foi movido para a Venezuela. As partidas foram disputadas entre 19 de janeiro e 8 de fevereiro nas cidades de Maturín, Puerto Ordaz e Puerto La Cruz.
O Brasil sagrou-se campeão antecipado, faltando uma rodada para o término da fase final, por possuir uma margem de pontos inalcançável com relação ao segundo colocado. Com o décimo título, a equipe se firmou como a maior vencedora da história da competição.
Além da Seleção Brasileira, Paraguai, Uruguai e Venezuela garantiram classificação para a Copa do Mundo FIFA Sub-20 de 2009, no Egito. Os venezuelanos obtiveram pela primeira vez uma qualificação para um torneio organizado pela FIFA.

## Equipes participantes
Todas as dez equipes filiadas a CONMEBOL participaram do evento. Argentina e Brasil foram os cabeças-de-chave.
| Grupo A - Argentina - Equador - Colômbia - Peru - Venezuela | Grupo B - Brasil - Paraguai - Chile - Bolívia - Uruguai |

## Sedes
A definição das sedes do Sul-Americano Sub-20 de 2009 foi anunciada em 24 de novembro de 2008, durante a reunião dos presidentes das associações nacionais de futebol.
| Maturín                       | Puerto Ordaz           | Puerto La Cruz                  |
| ----------------------------- | ---------------------- | ------------------------------- |
| Estádio Monumental de Maturín | Polideportivo Cachamay | Estádio José Antonio Anzoátegui |
| Capacidade: 52.000            | Capacidade: 41.600     | Capacidade: 40.000              |
| Monumental de Maturín         | Polideportivo Cachamay | Estádio José Antonio Anzoátegui |

## Árbitros
A Comissão de Árbitros da CONMEBOL selecionou dez árbitros e dez assistentes para o torneio.
| Árbitros              | Assistentes          |
| --------------------- | -------------------- |
| ARG Saúl Laverni      | ARG Gustavo Esquivel |
| BOL Joaquín Antequera | BOL Jorge Calderón   |
| BRA Sálvio Spínola    | BRA Alessandro Rocha |
| CHI Enrique Osses     | CHI Julio Díaz       |
| COL Wilmar Roldán     | COL Wilson Berrío    |

| Árbitros            | Assistentes          |
| ------------------- | -------------------- |
| ECU Carlos Vera     | ECU Luis Alvarado    |
| PAR Antonio Arias   | PAR Nicolás Yegros   |
| PER Georges Buckley | PER César Escano     |
| URU Líber Prudente  | URU Carlos Pastorino |
| VEN Juan Soto       | VEN Jorge Urrego     |

## Fórmula de disputa
As dez equipes participantes dividiram-se em dois grupos de cinco para a disputa da primeira fase, onde enfrentaram os adversários dentro do grupo, totalizando quatro partidas para cada. As três equipes com o maior número de pontos em cada grupo avançaram para a fase final, disputada no sistema de todos contra todos. A equipe que somou o maior número de pontos ao final das cinco partidas foi declarada campeã sul-americana sub-20 e classificou-se para a Copa do Mundo FIFA Sub-20 de 2009, assim como o vice-campeão, o terceiro e o quarto colocados.
Em caso de empate por pontos, a classificação foi determinada através dos seguintes critérios, seguindo a ordem:
1. Saldo de gols
2. Número de gols a favor (gols pró)
3. Resultado da partida entre as equipes em questão
4. Sorteio

## Primeira fase
Todas as partidas estão no fuso horário da Venezuela (UTC-4:30).

### Grupo A
| Pos. | Time        | Pts | J | V | E | D | GP | GC | SG |
| ---- | ----------- | --- | - | - | - | - | -- | -- | -- |
| 1    | Venezuela   | 6   | 4 | 1 | 3 | 0 | 5  | 3  | +2 |
| 2    | Argentina   | 6   | 4 | 1 | 3 | 0 | 7  | 6  | +1 |
| 3    | Colômbia[b] | 6   | 4 | 1 | 3 | 0 | 4  | 3  | +1 |
| 4    | Equador[b]  | 6   | 4 | 1 | 3 | 0 | 4  | 3  | +1 |
| 5    | Peru        | 0   | 4 | 0 | 0 | 4 | 3  | 8  | -5 |

b. ^ Colômbia e Equador empataram em todos os critérios de desempate e a vaga foi definida a favor dos colombianos através do sorteio.
| 19 de janeiro | Peru             | 1 – 2     | Equador       | Estádio Monumental, Maturín                 |
| 18:30         | Barros 27' (pen) | Relatório | Rojas 3', 21' | Público: 30,000 Árbitro: URU Líber Prudente |

| 19 de janeiro | Venezuela | 1 – 1     | Argentina  | Estádio Monumental, Maturín                |
| 20:40         | Rondón 2' | Relatório | Salvio 23' | Público: 30,000 Árbitro: CHI Enrique Osses |

| 21 de janeiro | Colômbia   | 1 – 0     | Peru | Estádio Monumental, Maturín                   |
| 18:30         | Cuesta 33' | Relatório |      | Público: 4,000 Árbitro: BOL Joaquín Antequera |

| 21 de janeiro | Equador | 0 – 0     | Venezuela | Estádio Monumental, Maturín                |
| 20:40         |         | Relatório |           | Público: 10,000 Árbitro: PAR Antonio Arias |

| 23 de janeiro | Equador | 0 – 0     | Colômbia | Estádio Monumental, Maturín |
| 18:30         |         | Relatório |          | Árbitro: BRA Sálvio Spínola |

| 23 de janeiro | Argentina                  | 2 – 1     | Peru        | Estádio Monumental, Maturín                |
| 20:40         | Cristaldo 25' · Salvio 76' | Relatório | Trujillo 3' | Público: 4,000 Árbitro: URU Líber Prudente |

| 25 de janeiro | Colômbia      | 2 – 2     | Argentina                  | Estádio Monumental, Maturín               |
| 16:30         | Pérez 1', 23' | Relatório | Velásquez 34' · Salvio 52' | Público: 5,000 Árbitro: PAR Antonio Arias |

| 25 de janeiro | Peru       | 1 – 3     | Venezuela                                    | Estádio Monumental, Maturín                    |
| 18:40         | Barros 82' | Relatório | Peña 21' · Camacho 51' · del Valle 85' (pen) | Público: 15,000 Árbitro: BOL Joaquín Antequera |

| 27 de janeiro | Argentina              | 2 – 2     | Equador                        | Estádio Monumental, Maturín                |
| 18:30         | Gaitán 32' · Bella 78' | Relatório | Pinto 39' · J. L. Anangonó 77' | Público: 2,000 Árbitro: BRA Sálvio Spínola |

| 27 de janeiro | Venezuela  | 1 – 1     | Colômbia           | Estádio Monumental, Maturín                |
| 20:40         | Rondón 42' | Relatório | Nazarith 63' (pen) | Público: 18,000 Árbitro: CHI Enrique Osses |

### Grupo B
| Pos. | Time     | Pts | J | V | E | D | GP | GC | SG |
| ---- | -------- | --- | - | - | - | - | -- | -- | -- |
| 1    | Uruguai  | 12  | 4 | 4 | 0 | 0 | 12 | 6  | +6 |
| 2    | Paraguai | 7   | 4 | 2 | 1 | 1 | 10 | 7  | +3 |
| 3    | Brasil   | 7   | 4 | 2 | 1 | 1 | 7  | 5  | +2 |
| 4    | Chile    | 3   | 4 | 1 | 0 | 3 | 5  | 7  | -2 |
| 5    | Bolívia  | 0   | 4 | 0 | 0 | 4 | 2  | 11 | -9 |

| 20 de janeiro | Bolívia | 0 – 2     | Uruguai          | Polideportivo Cachamay, Puerto Ordaz  |
| 18:30         |         | Relatório | Lodeiro 52', 89' | Público: 7,000 Árbitro: VEN Juan Soto |

| 20 de janeiro | Brasil    | 1 – 1     | Paraguai  | Polideportivo Cachamay, Puerto Ordaz      |
| 20:40         | Walter 7' | Relatório | Pérez 78' | Público: 15,000 Árbitro: ARG Saúl Laverni |

| 22 de janeiro | Uruguai                           | 3 – 2     | Chile                          | Polideportivo Cachamay, Puerto Ordaz      |
| 18:30         | Viúdez 2' · Peña 40' · García 70' | Relatório | Aránguiz 7' (pen) · Sagredo 9' | Público: 3,000 Árbitro: COL Wilmar Roldán |

| 22 de janeiro | Brasil                 | 2 – 1     | Bolívia     | Polideportivo Cachamay, Puerto Ordaz        |
| 20:40         | Walter 35' · Tales 51' | Relatório | Castedo 23' | Público: 7,000 Árbitro: PER Georges Buckley |

| 24 de janeiro | Chile          | 2 – 0     | Bolívia | Polideportivo Cachamay, Puerto Ordaz    |
| 16:30         | Gómez 80', 85' | Relatório |         | Público: 2,000 Árbitro: ECU Carlos Vera |

| 24 de janeiro | Paraguai                      | 2 – 4     | Uruguai                                                    | Polideportivo Cachamay, Puerto Ordaz     |
| 18:40         | Ramírez 21' · Santander 90+2' | Relatório | Cabrera 52' · García 54' · Lodeiro 77' · Urretaviscaya 79' | Público: 5,000 Árbitro: ARG Saúl Laverni |

| 26 de janeiro | Bolívia   | 1 – 5     | Paraguai                                            | Polideportivo Cachamay, Puerto Ordaz  |
| 18:30         | Tudor 22' | Relatório | Ramírez 21', 74', 83' · Cristaldo 77' · Ortiz 90+1' | Público: 1,000 Árbitro: VEN Juan Soto |

| 26 de janeiro | Chile | 0 – 2     | Brasil                     | Polideportivo Cachamay, Puerto Ordaz      |
| 20:40         |       | Relatório | Dentinho 10' · Maylson 77' | Público: 7,000 Árbitro: COL Wilmar Roldán |

| 28 de janeiro | Paraguai           | 2 – 1     | Chile    | Polideportivo Cachamay, Puerto Ordaz        |
| 18:30         | Santander 52', 59' | Relatório | Gómez 6' | Público: 4,000 Árbitro: PER Georges Buckley |

| 28 de janeiro | Uruguai                          | 3 – 2     | Brasil                              | Polideportivo Cachamay, Puerto Ordaz    |
| 20:40         | Córdoba 22' · Hernández 68', 84' | Relatório | Douglas Costa 33' · Alan Kardec 63' | Público: 9,000 Árbitro: ECU Carlos Vera |

## Fase final
| Pos. | Time      | Pts | J | V | E | D | GP | GC | SG |
| ---- | --------- | --- | - | - | - | - | -- | -- | -- |
| 1    | Brasil    | 12  | 5 | 4 | 0 | 1 | 10 | 4  | +6 |
| 2    | Paraguai  | 8   | 5 | 2 | 2 | 1 | 8  | 5  | +3 |
| 3    | Uruguai   | 7   | 5 | 2 | 1 | 2 | 9  | 10 | -1 |
| 4    | Venezuela | 7   | 5 | 2 | 1 | 2 | 6  | 9  | -3 |
| 5    | Colômbia  | 6   | 5 | 2 | 0 | 3 | 6  | 7  | -1 |
| 6    | Argentina | 2   | 5 | 0 | 2 | 3 | 3  | 7  | -4 |

| 31 de janeiro | Argentina     | 1 – 1     | Paraguai  | Polideportivo Cachamay, Puerto Ordaz      |
| 16:00         | Cristaldo 47' | Relatório | Pérez 60' | Público: 3,000 Árbitro: COL Wilmar Roldán |

| 31 de janeiro | Uruguai                     | 2 – 3     | Brasil                              | Polideportivo Cachamay, Puerto Ordaz      |
| 18:15         | Silva 39' · Hernández 90+4' | Relatório | Walter 20', 30' · Douglas Costa 77' | Público: 8,000 Árbitro: CHI Enrique Osses |

| 31 de janeiro | Venezuela                           | 2 – 1     | Colômbia   | Estádio José Antonio Anzoátegui, Puerto La Cruz |
| 20:30         | del Valle 35' (pen) · Fernández 60' | Relatório | Blanco 13' | Público: 15,000 Árbitro: ARG Saúl Laverni       |

| 2 de fevereiro | Brasil                               | 2 – 0     | Argentina | Estádio Monumental, Maturín                |
| 16:00          | Alan Kardec 66' (pen) · Giuliano 85' | Relatório |           | Público: 1,000 Árbitro: URU Líber Prudente |

| 2 de fevereiro | Uruguai                          | 2 – 1     | Colômbia  | Estádio Monumental, Maturín                |
| 18:15          | Aguirregaray 58' · Charquero 79' | Relatório | Pertuz 9' | Público: 3,000 Árbitro: BRA Sálvio Spínola |

| 2 de fevereiro | Paraguai                               | 3 – 0     | Venezuela | Estádio José Antonio Anzoátegui, Puerto La Cruz |
| 20:30          | Santander 5' · Pérez 68' · Ramírez 84' | Relatório |           | Público: 12,000 Árbitro: ECU Carlos Vera        |

| 4 de fevereiro | Colômbia                       | 2 – 1     | Paraguai  | Estádio José Antonio Anzoátegui, Puerto La Cruz |
| 16:00          | Pertuz 2' · Cárdenas 22' (pen) | Relatório | Pérez 55' | Público: 500 Árbitro: PER Georges Buckley       |

| 4 de fevereiro | Argentina  | 1 – 2     | Uruguai                           | Estádio José Antonio Anzoátegui, Puerto La Cruz |
| 18:15          | Salvio 84' | Relatório | Urretaviscaya 71' · Hernández 77' | Público: 5,000 Árbitro: ECU Carlos Vera         |

| 4 de fevereiro | Venezuela | 0 – 3     | Brasil                                  | Estádio José Antonio Anzoátegui, Puerto La Cruz |
| 20:30          |           | Relatório | Maylson 34' · Giuliano 46' · Sandro 57' | Público: 22,000 Árbitro: PAR Antonio Arias      |

| 6 de fevereiro | Colômbia         | 1 – 2     | Brasil                         | Estádio José Antonio Anzoátegui, Puerto La Cruz |
| 16:00          | Pertuz 73' (pen) | Relatório | Walter 30' · Douglas Costa 34' | Público: 1,000 Árbitro: ECU Carlos Vera         |

| 6 de fevereiro | Uruguai                           | 2 – 2     | Paraguai          | Estádio José Antonio Anzoátegui, Puerto La Cruz |
| 18:15          | Urretaviscaya 14' · Hernández 77' | Relatório | Paniagua 15', 32' | Público: 5,000 Árbitro: BOL Joaquín Antequera   |

| 6 de fevereiro | Venezuela  | 1 – 1     | Argentina     | Estádio José Antonio Anzoátegui, Puerto La Cruz |
| 20:30          | Rondón 85' | Relatório | Benítez 90+2' | Público: 10,000 Árbitro: PER Georges Buckley    |

| 8 de fevereiro | Argentina | 0 – 1     | Colômbia  | Estádio José Antonio Anzoátegui, Puerto La Cruz |
| 16:00          |           | Relatório | Chará 65' | Público: 5,000 Árbitro: BOL Joaquín Antequera   |

| 8 de fevereiro | Venezuela                                  | 3 – 1     | Uruguai    | Estádio José Antonio Anzoátegui, Puerto La Cruz |
| 18:15          | Velásquez 14' · Peña 53' (GC) · Acosta 68' | Relatório | García 45' | Público: 15,000 Árbitro: BRA Sálvio Spínola     |

| 8 de fevereiro | Paraguai  | 1 – 0     | Brasil | Estádio José Antonio Anzoátegui, Puerto La Cruz |
| 20:30          | Pérez 56' | Relatório |        | Público: 3,000 Árbitro: PER Georges Buckley     |

## Premiação
| Campeonato Sul-Americano Sub-20 de 2009 |
| Seleção Brasileira de Futebol           |
| --------------------------------------- |
| BRASIL Bicampeão (10º título)           |

## Artilharia
| 5 gols (4) - BRA Walter - PAR Hernán Pérez - PAR Robin Ramírez - URU Abel Hernández 4 gols (2) - ARG Eduardo Salvio - PAR Federico Santander 3 gols (7) - BRA Douglas Costa - CHI Mauricio Gómez - COL Hernán Pertuz - URU Jonathan Urretaviscaya - URU Nicolás Lodeiro - URU Santiago García - VEN José Salomón Rondón 2 gols (9) - ARG Jonathan Cristaldo - BRA Alan Kardec - BRA Giuliano - BRA Maylson | 2 gols (continuação) - COL Marco Jhonner Pérez - ECU Joao Rojas - PAR Aldo Paniagua - PER Juan José Barros - VEN Jonathan del Valle 1 gol (33) - ARG Cristian Gaitán - ARG Iván Gonzalo Bella - ARG Leandro Velásquez - ARG Marcelo Benítez - BOL Jehanamed Castedo - BOL Nicolás Tudor - BRA Dentinho - BRA Sandro - BRA Tales - CHI Boris Sagredo - CHI Charles Aránguiz - COL Cristian Nazarith - COL Elkin Blanco - COL Ricardo Chará - COL Sherman Cárdenas | 1 gol (continuação) - COL Yamith Cuesta - ECU Jefferson Pinto - ECU Juan Luis Anangonó - PAR Celso Ortiz - PAR Gustavo Cristaldo - PER Luis Trujillo - URU Alejandro Peña - URU Jonathan Charquero - URU Leandro Cabrera - URU Marcelo Silva - URU Matías Aguirregaray - URU Maximiliano Córdoba - URU Tabaré Viúdez - VEN Carlos Enrique Fernández - VEN José Velásquez - VEN Louis Ángelo Peña - VEN Pablo Camacho - VEN Rafael Acosta Gol-contra (1) - URU Alejandro Peña (para a Venezuela) |